# La Mandrágora
Pour les articles homonymes, voir Mandragora (homonymie).
La Mandrágora est un groupe surréaliste chilien « officiellement fondé » le 12 juillet 1938 par Braulio Arenas (1913-1988), Teófilo Cid (1914-1964) et Enrique Gómez Correa. 

## Histoire
Les membres fondateurs du groupe se sont rencontrés à Talca et commencent à échanger pour la première fois en 1932. Ils publient la revue La Mandrágora (dont 7 numéros furent édités à petite échelle, le dernier numéro étant édité en octobre 1943) et une anthologie de poésie, El A, G, C de la Mandrágora, qui comprenait des œuvres de tous les fondateurs sauf Teófilo Cid. Politiquement, le groupe soutient le Front populaire.
Vicente Huidobro (1893-1948), fondateur du mouvement littéraire créationniste, est l'un des principaux relais de la pensée surréaliste au Chili, à travers ses voyages annuels à Paris. Le poète Gonzalo Rojas (1917-2011) est également membre du groupe pendant une courte période, même s'il le désavoua durement des années plus tard. Gonzalo Rojas présente le jeune Jorge Cáceres à Braulio Arenas en 1938.

## Collaborateurs
Parmi les autres collaborateurs du mouvement figuraient entre autres Jorge Cáceres, Fernando Onfray, Gustavo Osorio, Vicente Huidobro, Pablo de Rokha, le Vénézuélien Juan Sánchez Peláez, ainsi que les peintres Eugenio Vidaurrázaga et Mario Urzúa, les musiciens Renato Jara, Alejandro Gaete et Mario Medina, ainsi que l'artiste Ludwig Zeller.